# Обрехт, Георг

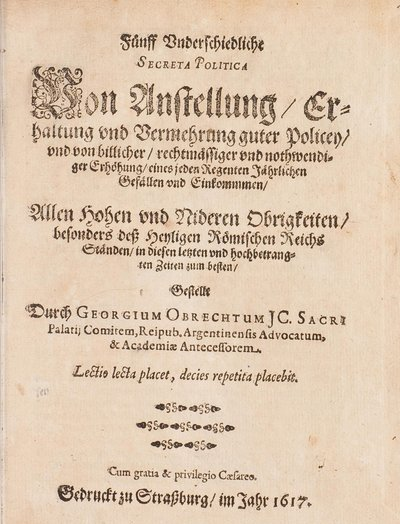
Титульный лист книги Георга Обрехта «Fünff Vnderschiedliche Secreta Politica». 1617

Георг Обрехт (нем. Georg Obrecht; 25 марта 1547, Страсбург — 7 июня 1612, Страсбург) — немецкий правовед и экономист, педагог, доктор обоих прав, профессор права. Один из создателей доктрины камерализма.

## Биография

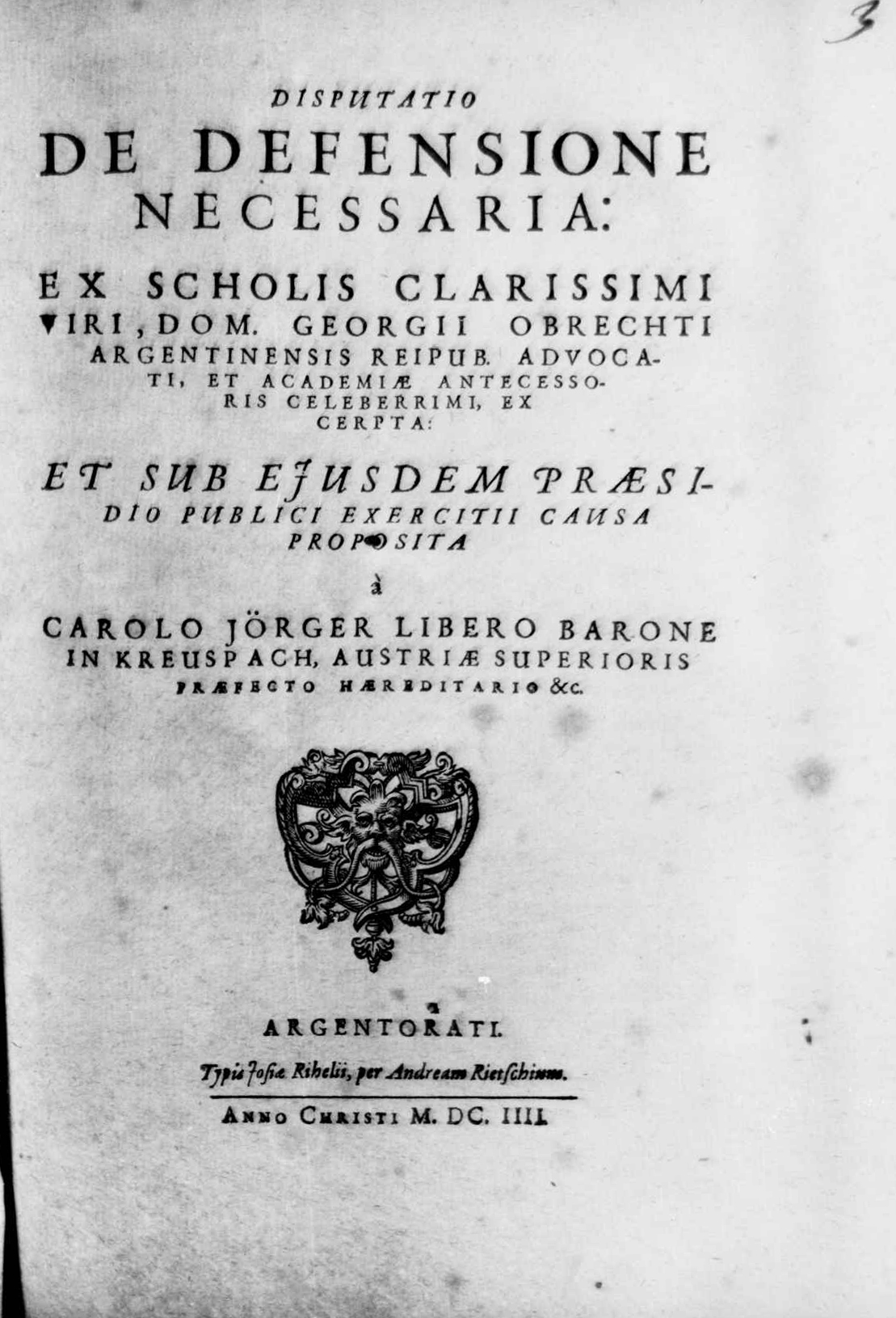
De necessaria defensione, 1604

Родился в семье старсбурского адвоката. С 1565 изучал философию и право в Тюбингене. В 1570 году переехал во Францию, где продолжил учебу в Безансоне, Доле и Орлеане.
Из-за преследований, последовавших после Варфоломеевской ночи, бежал из Франции, потеряв при этом собранную уникальную библиотеку.
Намеревался поступить на воинскую службу, но тяга к науке заставила его вернуться к научной деятельности.
В Базельском университете в 1574 году получил степень доктора обоих прав. В Страсбурге стал профессором права и работал в университете до конца жизни.
В 1577 стал каноником, в 1589 — священником, в 1595 стал ректором, а через 3 года — городским адвокатом Страсбурга и советником городских властей.
В 1604 году император Рудольф II пожаловал ему дворянский титул, подтвержденный пять лет спустя причислением к графам Курпфальца.
Используя новые тогда научные методы дидактики, воспитал многих учеников.

## Научная деятельность
Научные интересы Обрехта были сосредоточены на гражданском праве, истории римского и феодального права. Упор при этом ставил на экономических вопросах.
Его ранние работы включают Oeconomica tit. C et D de trasactionibus (изд. 1579 г.); Methodica tractatio tit. C. et D de acquir. poss. etc. (изд. 1580), которую Карл фон Савиньи упоминается в своих трудах, как очень полезную работу. Кроме того, Георг Обрехт написал несколько других трактатов, таких как Disputationes (изд. 1604), Tractatus feudalis (1606), Exercitium juris practicum etc. (1585), Exercitium juris antiqui ad intellectum l. un. C. de pedaneis judicibus, посвященный позднему римскому судебному процессу.
Его основные работы включают также консультации по финансированию войны с Османской империей, написанные по приказу императора Рудольфа II. Кроме того, им написаны трактаты по вопросам гражданского права, истории римского права и феодального права.
Экономические сочинения были собраны его сыном и опубликованы в 1617 году в Страсбурге, с длинным названием: Fünff underschiedliche secreta politica von Anstellung, Erhaltung und Vermehrung guter Policey und von billicher, rechtmäßiger und nothwendiger Erhöhung eines jeden Regenten jährlichen Gefällen und Einkommen. Allen hohen und niederen Obrigkeiten besonders des Heyligen Römischen Reichs Ständen in diesen letzten und hochbetrengten Zeiten zum besten gestellt.
Обрехт является одним из главных ранних представителей камерализма и предшественником статистической экономики, продолженной позже с Уильямом Петти и Давидом Рикардо.